# دانيلو غاليندو
دانيلو غاليندو (بالإسبانية: Danilo Galindo)‏ هو لاعب كرة قدم هندوراسي، ولد في 4 مارس 1963 في لا سيبا في هندوراس. شارك مع منتخب هندوراس لكرة القدم. أما مع النوادي، فقد لعب مع نادي بلاتنسي ونادي بيدا.

## وصلات خارجية
- دانيلو غاليندو على موقع الاتحاد الدولي (مؤرشف)  (الإنجليزية)
- دانيلو غاليندو على موقع قاعدة بيانات كرة القدم.إي يو (الإنجليزية)